# Viktor Kovačić
Viktor Kovačić, född 28 juli 1874 i Ločendol vid Rogaška Slatina, död 21 oktober 1924 i Zagreb, var en kroatisk arkitekt. Under sin levnadstid var han en av de främsta förespråkarna för modernismen i Kroatien och flera av hans verk präglas av subtil renhet och minskade inslag av historicismen som han förkastade.    

## Biografi

### Uppväxt
Kovačić föddes i Ločendol i dåvarande Österrike-Ungern (dagens Slovenien) men växte upp i Hum na Sutli som hans far härstammade ifrån. Han förlorade sina föräldrar tidigt men tack vare sin vårdnadshavare kom han som sexåring att sändas till Graz för utbildning.

### Utbildning och karriär
Efter avslutat hantverksskola i Graz kom han som sjuttonåring 1891 till Zagreb, då provinshuvudstad i Kroatien-Slavonien, där han fick arbete i Gjuro Carneluttis ateljé. Anställningen var kort och han flyttade snart till Hermann Bollés ateljé. Kovačić kom att erhålla ett stipendium av regeringen och på Bollés inrådan åkte han till Wien där han kom att studera för modernisten Otto Wagner på Speciallistskolan för arkitektur vid Wiens konstakademi. 
Efter avslutade studier återvände han 1899 till Zagreb och anslöt sig till en grupp konstnärer kring Vlaho Bukovac som förespråkade modernism. Kovačić förkastade historicismen och menade att den moderna arkitekturen måste vara komfortabel och möta den moderna människans behov. Han betonade vikten av att respektera traditionen och förespråkade offentlig upphandling vid stora bygg- och stadsplaneringsprojekt.
1920 utsågs Kovačić till universitetslektor och 1922 till professor vid Tekniska högskolan i Zagreb.

## Byggnadsverk (urval)
- Börspalatset (1923-1924), idag Kroatiens nationalbank

## Eftermäle
Kovačić dog 1924 och begravdes på Mirogojkyrkogården i Zagreb. Ett år efter sin död tilldelades han postumt konst- och hantverksutmärkelsen vid Parisutställningen 1925. 
Det kroatiska arkitektförbundets utmärkelse Viktor Kovačić utdelas årligen på Kovačićs dödsdag den 21 oktober till framstående arkitekter. Priset består av en medalj och ett diplom.